# Перит
Перит (perite) — минерал. Химическая формула PbBiO2Cl. Назван по имени шведского геолога и петрографа Пера Гейера (1886—1976).

## Описание
Минеральные агрегаты мелких несовершенных таблитчатых кристалликов. Ортоомбическая сингония. Кристаллографическая группа — Bmmb. Параметры ромбической элементарной ячейки — a = 5,627, b = 5,575, c = 12,425; 1:2.2286; Z = 4. Изоструктурен с надоритом (PbBiO2Cl). Кристаллы таблитчаты по {001} — плоскости спайности. Цвет серно-жёлтый. Черта жёлтая. Блеск алмазный. Твёрдость около 3. Удельная плотность, за вычетом примесей, 8,16 (вычисленный 8,24). Показатель преломления, вероятно, больше 2,4. Легко растворим в разбавленных кислотах. Теоретический состав: Pb — 42,84; Bi — 43,21; Cl — 7,33; O — 6,62. Часть Cl может замещаться группой (OH). Состав минерала из Лонгбана с небольшой примесью кальцита (2,70 %) и гаусманита (анализ Александра Парвела, Alexander Parwel (1906—1978) в лаборатории Шведского музея естественной истории) в %: Pb — 41,61; Bi — 41,03; Mg — 0,04; Ca — 1,03 Mn — 0,36; Cl — 6,71; O — 6,95; CO2 — 1,19; H2O+ — 0,10; H2O- — 0,04; н. о. — 1,00; сумма — 100,06 (анализ пересчитан, в оригинале PbCl2 — 26,33; PbO — 23,69; Bi2O3 — 45,74; MnO — 0,46; CaO — 1,44; MgO 0,07; CO2 — 1,19; H2O+ — 0,10; H2O- — 0,04; н. о. — 1,00; сумма — 100,06).

## Месторождения
Редкий минерал трещин среди марганцового скарна месторождения Лонгбан в Швеции, близ города Филипстад. Наблюдается в ассоциации с гаусманитом, кальцитом и минералом из группы людвигита — вонсенита.
На территории СССР перит впервые был найден на месторождении Караоба в Казахской ССР. Впервые для России перит обнаружен в окисленных рудах Захаровского колчеданно-полиметаллического месторождения на Рудном Алтае. Состав этого минерала в %: Pb — 43,71; Bi — 41,44; O — 7,34; Cl — 7,57; Br — 0,62; сумма — 100,68.